# Plataniá (ort i Grekland, Epirus)
Plataniá (Platania) är en ort i Grekland.   Den ligger i prefekturen Nomós Ioannínon och regionen Epirus, i den centrala delen av landet, 300 km nordväst om huvudstaden Aten. Plataniá ligger 581 meter över havet och antalet invånare är 391.
Terrängen runt Plataniá är varierad, och sluttar västerut. Runt Plataniá är det glesbefolkat, med 8 invånare per kvadratkilometer. Närmaste större samhälle är Ioánnina, 10,5 km nordväst om Plataniá. I omgivningarna runt Plataniá växer i huvudsak blandskog.